# DSB Brobygning
DSB Brobygning er en dansk stumfilm og dokumentarisk optagelse fra 1936.

## Handling
Fra 1928 til 1936 havde Midtsjællandske Jernbane en 300 meter lang bro over Roskilde Fjord, lidt syd for for Kronprins Frederiks Bro, som forbinder Frederikssund og Hornsherred. Jernbanebroen demonteres og transporteres til Aalborg. Det sidste minut er optagelser af det igangværende anlægsarbejde på den nye Knippelsbro, mens trafikken stadig strømmer over den gamle. Den nye Knippelsbro åbnede 17. december 1937.